# Хуан Карлос Наварро
Хуан Карлос Наварро  (ісп. Juan Carlos Navarro, 13 червня 1980) — іспанський баскетболіст, олімпійський медаліст.

## Виступи на Олімпіадах
| Олімпіада   | Дисципліна | Місце |
| ----------- | ---------- | ----- |
| Сідней 2000 | баскетбол  | 9     |
| Афіни 2004  | баскетбол  | 7     |
| Пекін 2008  | баскетбол  | 2     |
| Лондон 2012 | баскетбол  | 2     |
| Ріо 2016    | баскетбол  | 3     |